# 迪基·帕尔亚玛
迪基·帕尔亚玛（荷蘭語：Dicky Palyama，1978年3月26日—），荷蘭男子羽毛球運動員；曾在2000至2008年，連續九屆贏得荷蘭全國羽毛球錦標賽男子單打冠軍，現已退役。

## 簡歷
2010年8月，迪基·帕尔亚玛參加法國巴黎舉行的世界羽毛球錦標賽，出戰男子單打項目，首兩圈先後以2比0擊敗法國的布里斯·利弗德斯和以色列的米沙·西尔伯曼晉級，但在第三圈就以1比2（21-14、19-21、11-21）不敵日本的山田和司，16強止步。
2011年8月，迪基·帕尔亚玛參加英國倫敦舉行的世界羽毛球錦標賽，出戰男子單打項目，首圈以2比0擊敗加拿大的選手晉級，但在第二圈就以0比2（13-21、17-21）不敵6號種子、中國的陈金出局。

## 主要比賽成績
只列出曾進入準決賽的國際賽事成績：
| 年份   | 賽事                       | 公開賽級別 | 項目     | 成績   |
| ------ | -------------------------- | ---------- | -------- | ------ |
| 2008年 | 俄羅斯羽毛球大獎賽         | 大獎賽     | 男子單打 | 冠軍   |
| 2009年 | 瑞典斯德哥爾摩羽毛球國際賽 | 國際挑戰賽 | 男子單打 | 亞軍   |
| 2009年 | 波蘭羽毛球國際賽           | 國際挑戰賽 | 男子單打 | 冠軍   |
| 2009年 | 荷蘭羽毛球國際賽           | 國際挑戰賽 | 男子單打 | 冠軍   |
| 2009年 | 荷蘭羽毛球大獎賽           | 大獎賽     | 男子單打 | 準決賽 |
| 2011年 | 挪威羽毛球國際賽           | 國際挑戰賽 | 男子單打 | 準決賽 |
| 2011年 | 愛爾蘭羽毛球國際賽         | 國際系列賽 | 男子單打 | 準決賽 |
| 2012年 | 荷蘭羽毛球國際賽           | 國際挑戰賽 | 男子單打 | 準決賽 |
| 2012年 | 比利時羽毛球國際賽         | 國際挑戰賽 | 男子單打 | 亞軍   |
| 2012年 | 捷克羽毛球國際賽           | 國際挑戰賽 | 男子單打 | 準決賽 |
| 2012年 | 荷蘭羽毛球大獎賽           | 大獎賽     | 男子單打 | 亞軍   |

| 2007-2017年 | 首要超級賽 | 超級賽 | 黃金大獎賽 | 大獎賽 | 國際挑戰賽 | 國際系列賽 | 未來系列賽 | 其他 |

### 奧運會和世錦賽參賽紀錄
|          | 2003 | 2004 | 2005 | 2006 | 2007 | 2008 | 2009 | 2010 | 2011 |
| -------- | ---- | ---- | ---- | ---- | ---- | ---- | ---- | ---- | ---- |
| 男子單打 | 32強 | －   | 64強 | 16強 | 16強 | －   | 16強 | 16強 | 32強 |